# Simone Peterzano

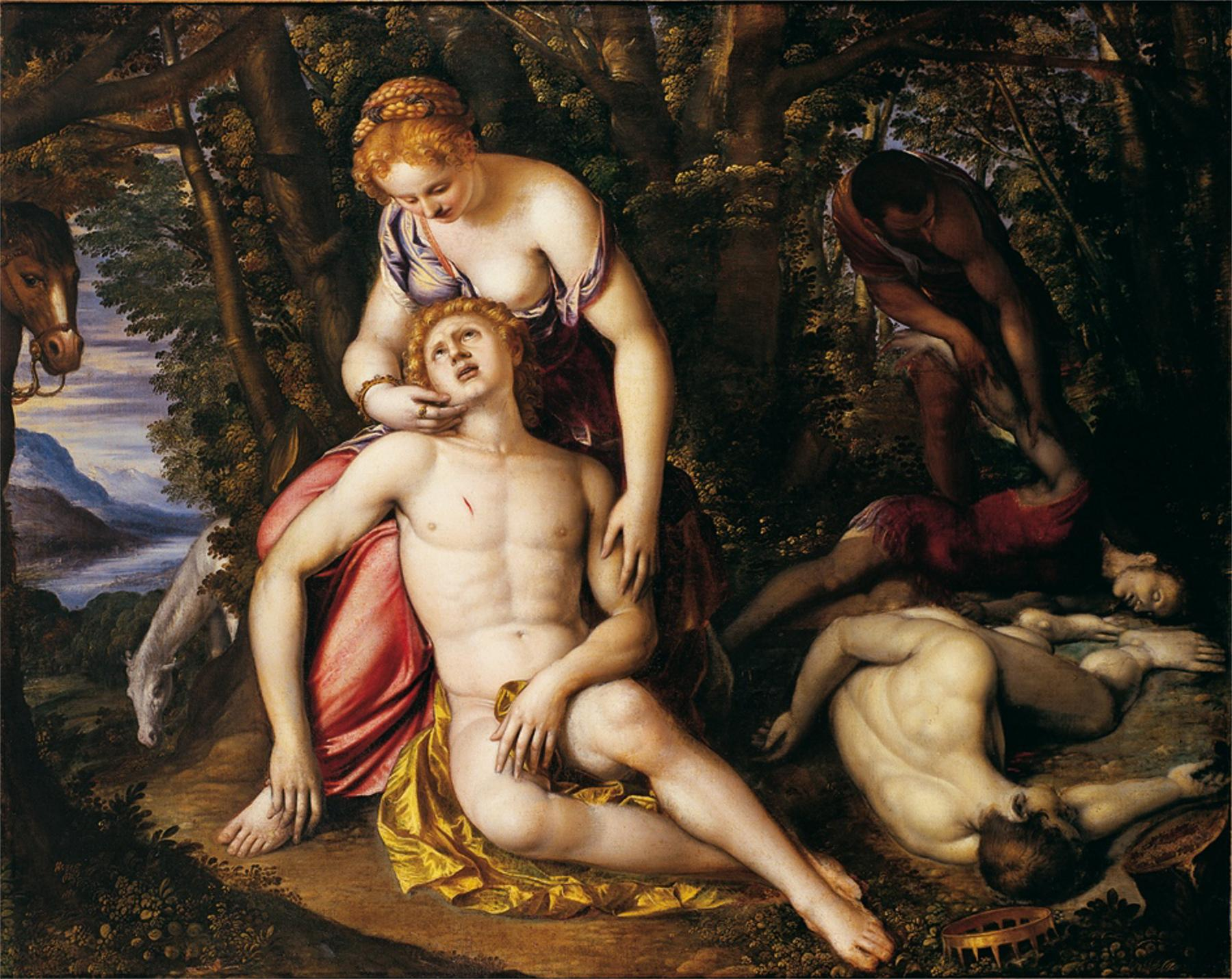
"Angelica och Medorus" (målning av Simone Peterzano)

Simone Peterzano, född cirka 1540 i Bergamo, död cirka 1596 i Milano, var en italiensk målare. Han var elev åt Tizian i Venedig och kom med tiden att företräda den lombardiska senmanierismen. Mellan 1584 och 1588 var han lärare åt Caravaggio.